# Viola Kibiwot
Viola Jelagat Kibiwot (ur. 22 grudnia 1983 w Keiyo) – kenijska lekkoatletka specjalizująca się w biegach średnich i długich.

## Osiągnięcia
- 7 medali mistrzostw świata w biegach przełajowych:
  - Vilamoura 2000 – złoto (w drużynie) oraz brąz (indywidualnie) w kategorii juniorek
  - Ostenda 2001 – złoto (indywidualnie) oraz srebro (w drużynie) w kategorii juniorek
  - Dublin 2002 – 2 złote medale (indywidualnie i drużynowo) w kategorii juniorek
  - Bydgoszcz 2013 – złoto w drużynie
- złoto mistrzostw świata juniorów w biegu na 1500 metrów (Kingston 2002)
- 7. miejsce na igrzyskach Wspólnoty Narodów w biegu na 1500 metrów (Melbourne 2006)
- 5. miejsce na mistrzostwach świata w biegu na 1500 metrów (Osaka 2007)
- złoto (w drużynie) i srebro (indywidualnie) mistrzostw Afryki w biegach przełajowych (Kapsztad 2011)
- 6. miejsce na igrzyskach olimpijskich w biegu na 5000 metrów (Londyn 2012)
- 4. miejsce na mistrzostwach świata w biegu na 5000 metrów (Moskwa 2013)
- 4. miejsce na mistrzostwach świata w biegu na 5000 metrów (Pekin 2015)
- medalistka mistrzostw Kenii

## Rekordy życiowe
- bieg na 1500 metrów (stadion) – 3:59,25 (2012)
- bieg na 1500 metrów (hala) – 4:13,97 (2009)
- bieg na 3000 metrów (stadion) – 8:24,41 (2014)
- bieg na 3000 metrów (hala) – 8:43,42 (2014)
- bieg na 5000 metrów – 14:29,50 (2016)